# 约什·霍华德

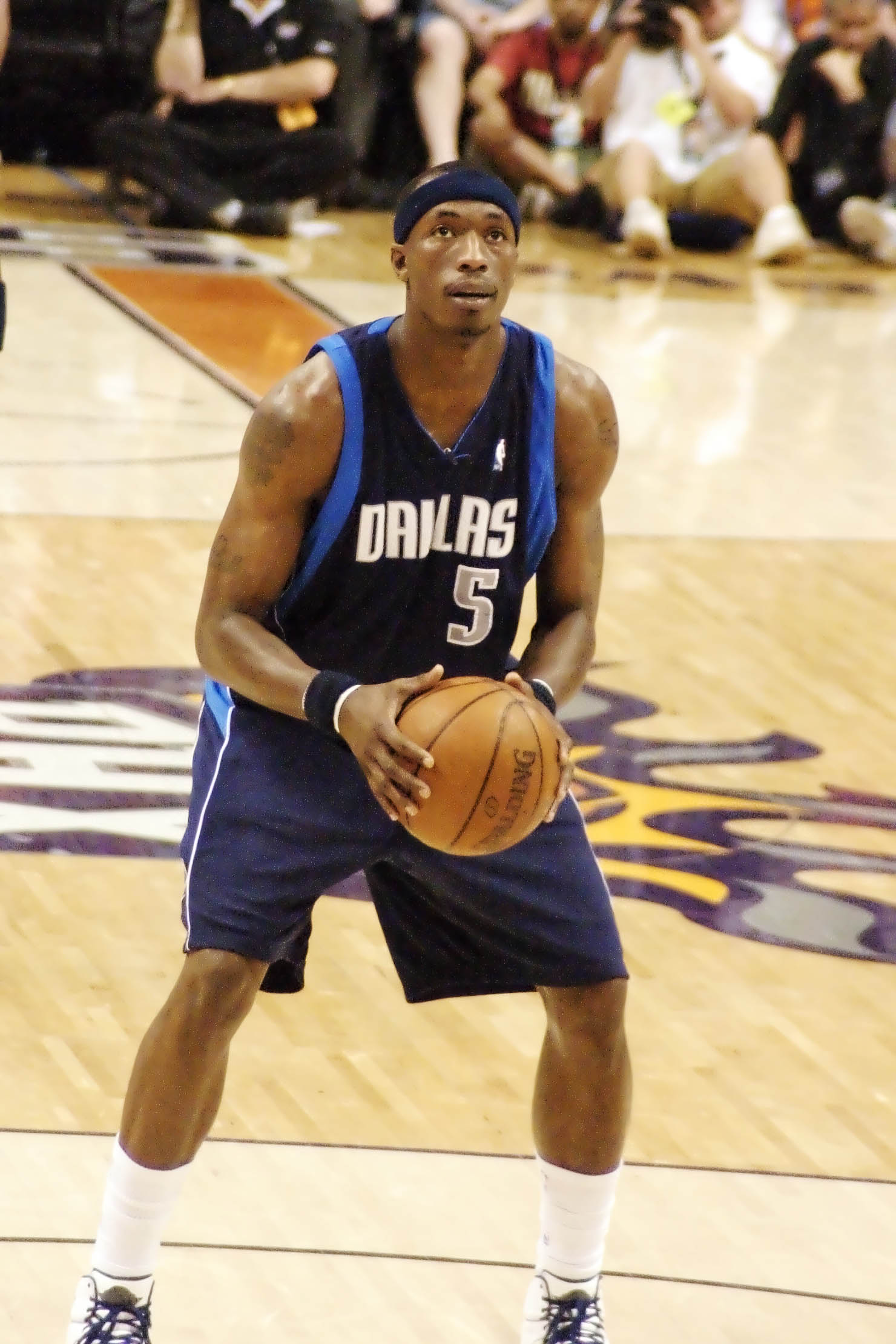
约什·霍华德

约书亚·杰·霍华德（英語：Joshua Jay Howard，1980年4月28日—），美国职业篮球运动员，身高2米，司职小前锋。
霍华德出生于北卡罗莱纳，大学就读于威克森林大学，2003年完成学业后方进入NBA，在当年选秀中以第一轮第29顺位被达拉斯小牛选中后效力至2010年2月初。2010年2月15日，被交易到华盛顿奇才队。